# Спасо-Преображенська церква (Шумськ)
Спасо-Преображенська церква (скорочена назва: Преображенська церква) — чинна церква, пам'ятка архітектури національного значення (Охоронний №1601/1), у місті Шумськ на Тернопільщині. Нині церква перебуває у спільному користуванні УПЦ та Шумського благочиння Тернопільської єпархії ПЦУ.

## Історія
Шумський монастир ЧСВВ був заснований волинським хорунжим Данилом Єло-Малинським 1637 року. На власність обителі передавалася православна церква з XIV століття. Будівлі монастиря суттєво постраждали під час буремних подій Хмельниччини.
Монастир ЧСВВ, попри заповіт Данила Єло-Малинського, не відновлювався. Натомість, 1676 року, перейшов до оо. Францисканів. 1715 року стараннями Данилового онука Станіслава Єло-Малинського комплекс реконструйовано. Храм поновно висвячено 1741 року як костел Непорочного Зачаття Діви Марії.
Наприкінці XVIII століття дзвіниця ансамблю набула барокового вигляду.
1832 року францисканський монастир російськими властями закритий, храм перейшов на парафіяльний статус під зверхністю Московського патріархату. Наново висвячений 1837 року. До парафії були приписані села Васьківці, Кути й Гутисько.
З 25 грудня 1991 року церква знаходиться у посіданні УПЦ. З 1996 року церквою спільно користувалися громади УПЦ і УАПЦ.
У даний час церква є центром Шумського благочиння УПЦ та Шумського благочиння Тернопільської єпархії УПЦ КП. Настоятелем зі сторони УПЦ є протоієрей Михайло Костюк, а з боку ПЦУ — ієрей Іван Кравець, з 6-го листопада 2013 року протоієрей Миколай Бабій

## Архітектура

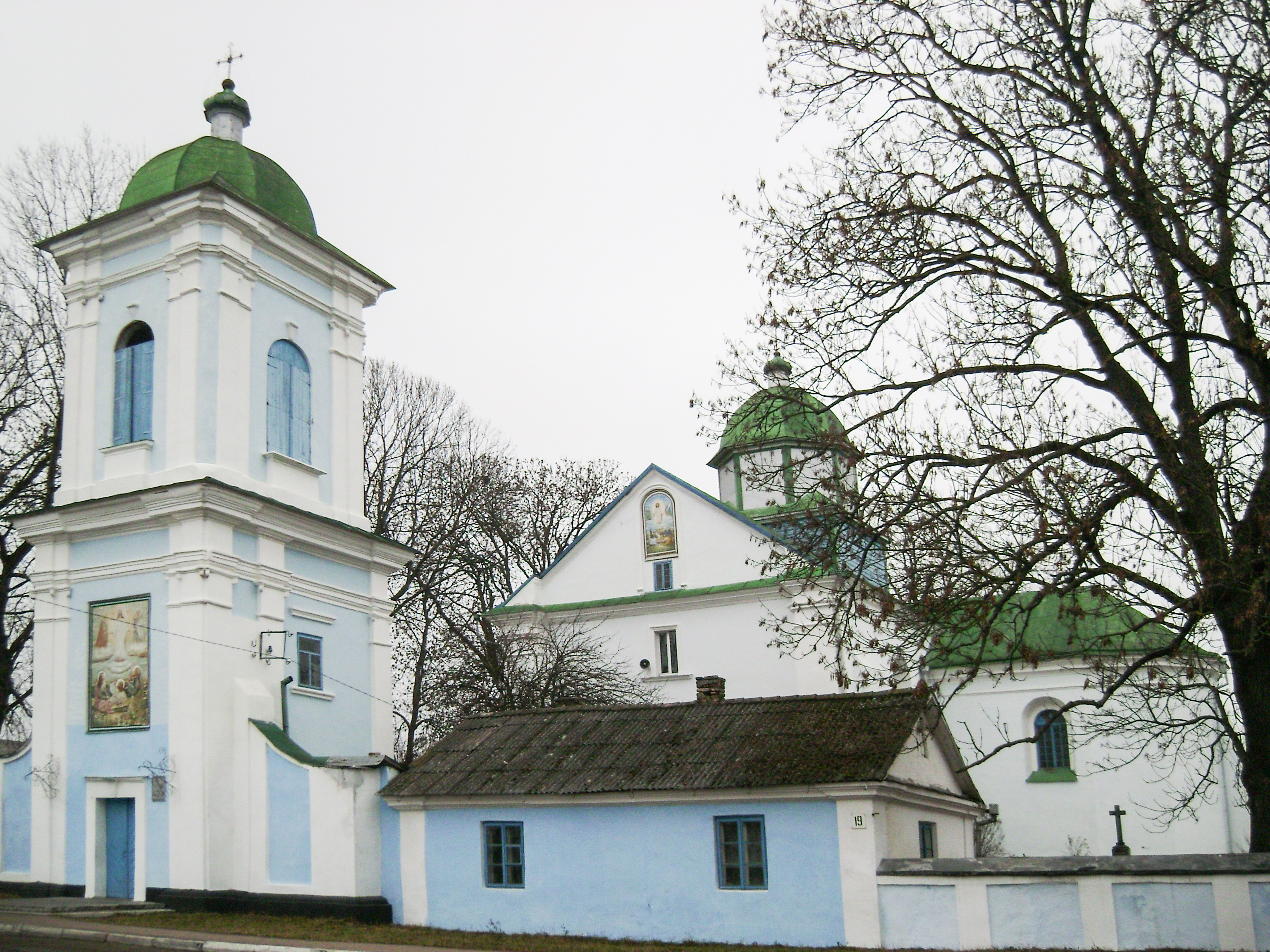
Вигляд з південно-західного боку.

Церква мурована оборонного типу, складається з нави та полігональної апсиди. Від півдня прибудовано об'єм каплиці, стіни якої підтримують контрфорси.
нава має хрестове парусне склепінчате перекриття із розетками на шелигах. Вівтар — зімкнутим склепінням. Ребра склепінь наголошені легким профілюванням. 
Нартекс відривається до нави потрійною аркадою, над якою влаштовано емпору. Вхід отримав архівольтне обрамлення, із замком і пілястрами з вертикальною розкріповкою.
Під вівтарем Покрова Божої Матері розташована крипта.
В екстер'єрі будівля вивершена невеличкою банькою на глухому підбаннику (восьмерик на четверику).
На просторовій осі церкви розташована двоярусна дзвіниця у стилі бароко, через долішній об'єм якої влаштовано прохід на храмову територію.
Прихильниками ПЦУ (а не УПЦ) знищено історичну огорожу біля церкви. Реаціій зі сторони влади не було.

## Ресурси мережі
Вікісховище має мультимедійні дані за темою: Спасо-Преображенська церква (Шумськ)
- Шумщина у складі Великого Князівства Литовського на www.irp.tneu.edu.ua (регіональний інформаційний портал «Тернопільщина») [Архівовано 30 квітня 2010 у Wayback Machine.] (Перевірено 11 березня 2012)
- Шумщина в XVIII — XIX століттях на www.irp.tneu.edu.ua (регіональний інформаційний портал «Тернопільщина») [Архівовано 30 квітня 2010 у Wayback Machine.] (Перевірено 11 березня 2012)
- Костел Францисканців. Шумськ [Архівовано 4 березня 2016 у Wayback Machine.] (Перевірено 11 березня 2012)